# Triangle Film Corporation
Triangle Film Corporation — колишня американська кіностудія. Заснована влітку 1915 року у Калвер-Сіті, штат Каліфорнія. Спеціалізувалася на створенні і поширенні фільмів таких кінематографістів як Девід Гріффіт, Томас Інс і Мак Сеннет.
До 1917 року компанія втратила всіх трьох своїх основних працівників. Triangle Film Corporation поступово зменшилася, а в 1918 студія була продана. Продюсер Семюел Голдвін купив її для злиття з Goldwyn Pictures, яка в свою чергу влилася в корпорацію Metro-Goldwyn-Mayer.

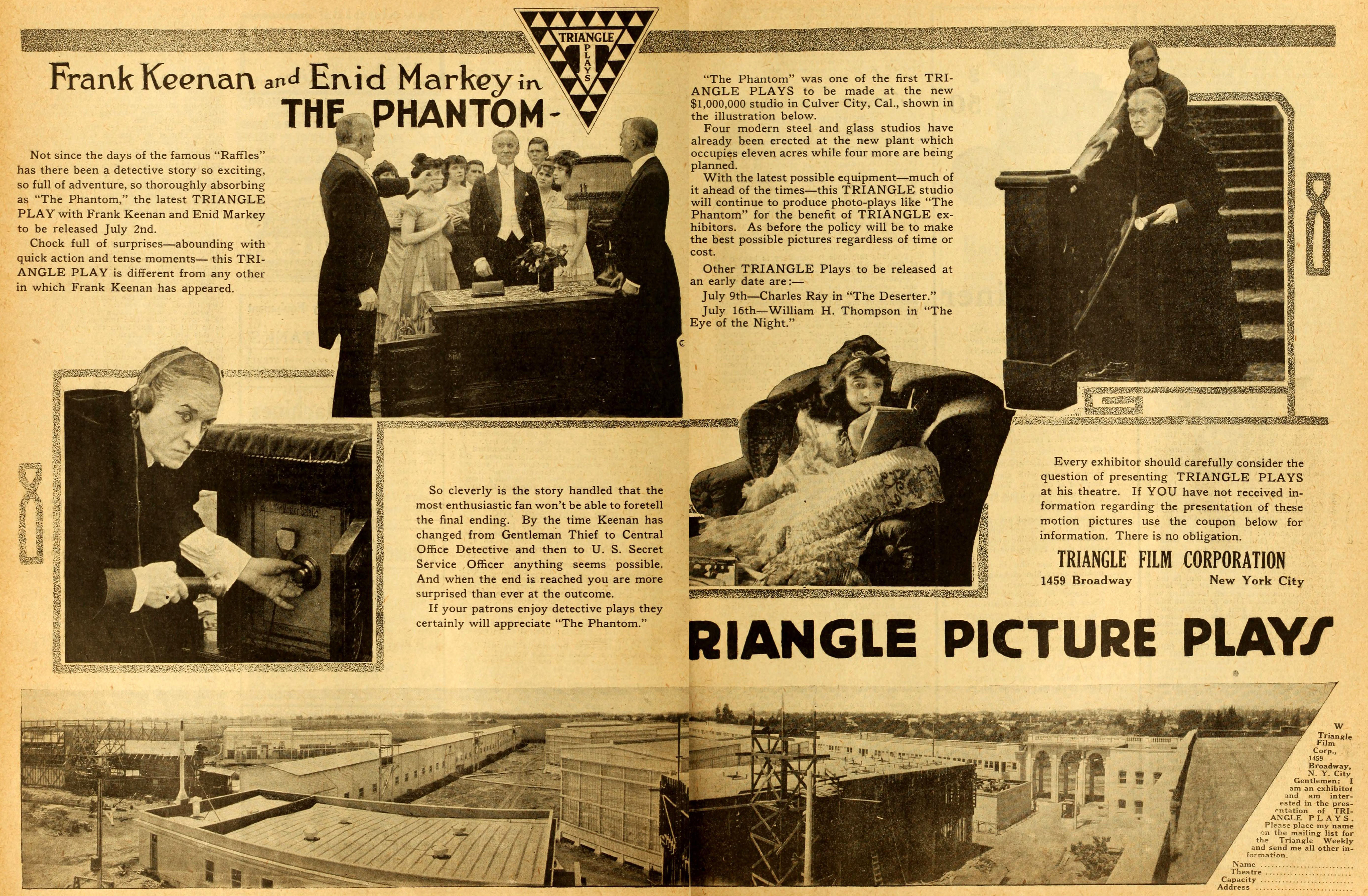
The Phantom (1916)
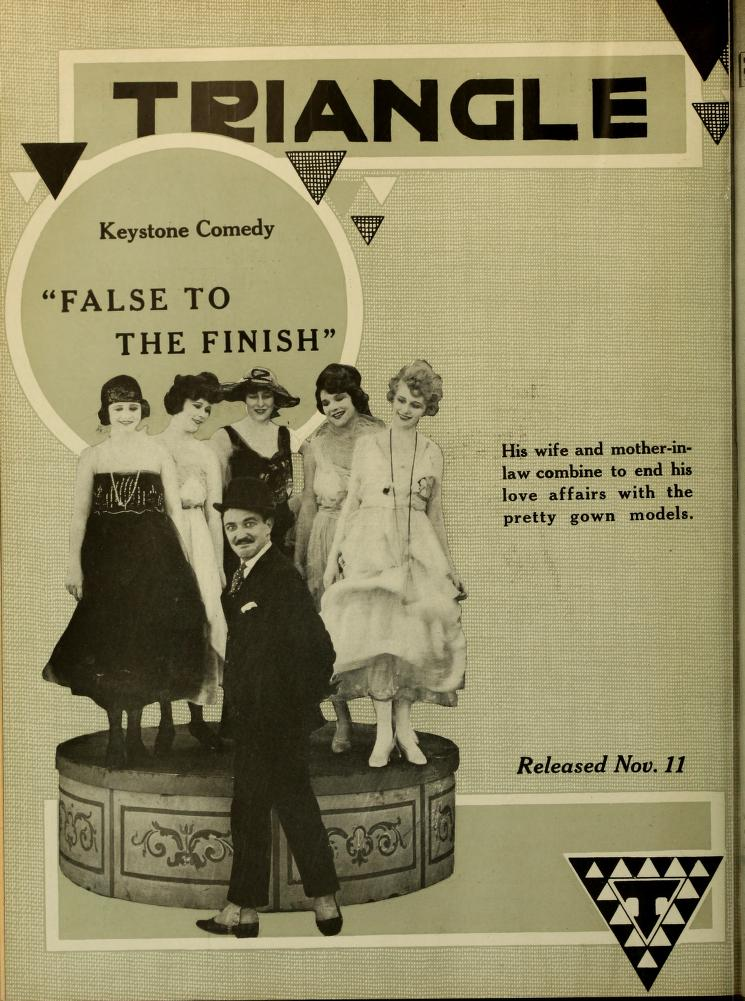
False to the Finnish (1917)
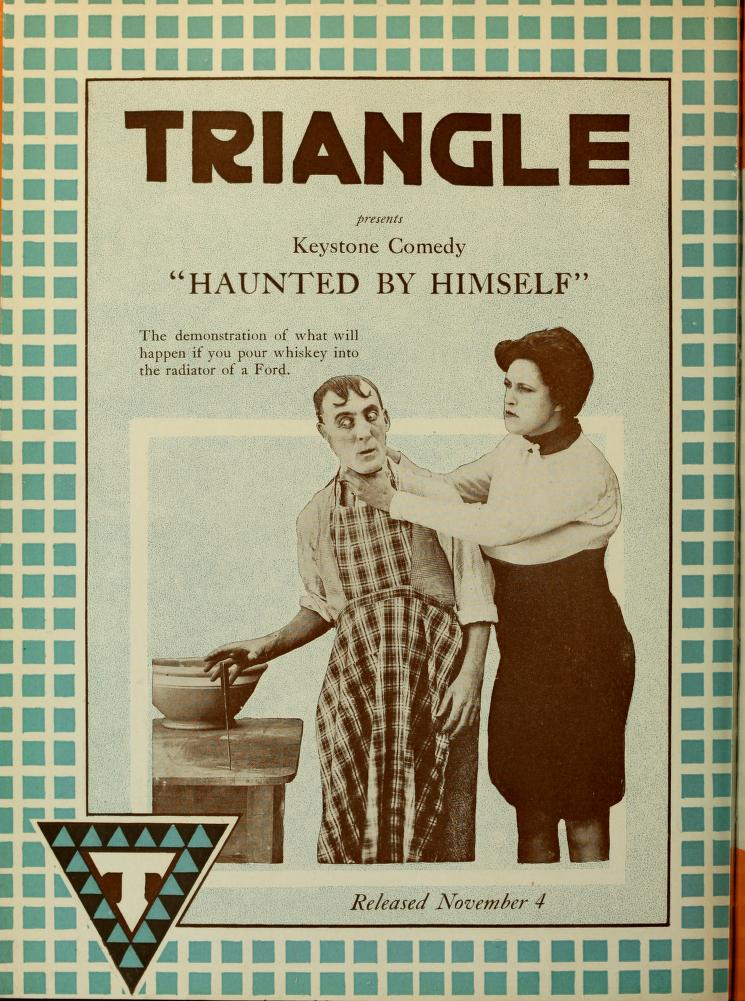
Haunted by Himself (1917)
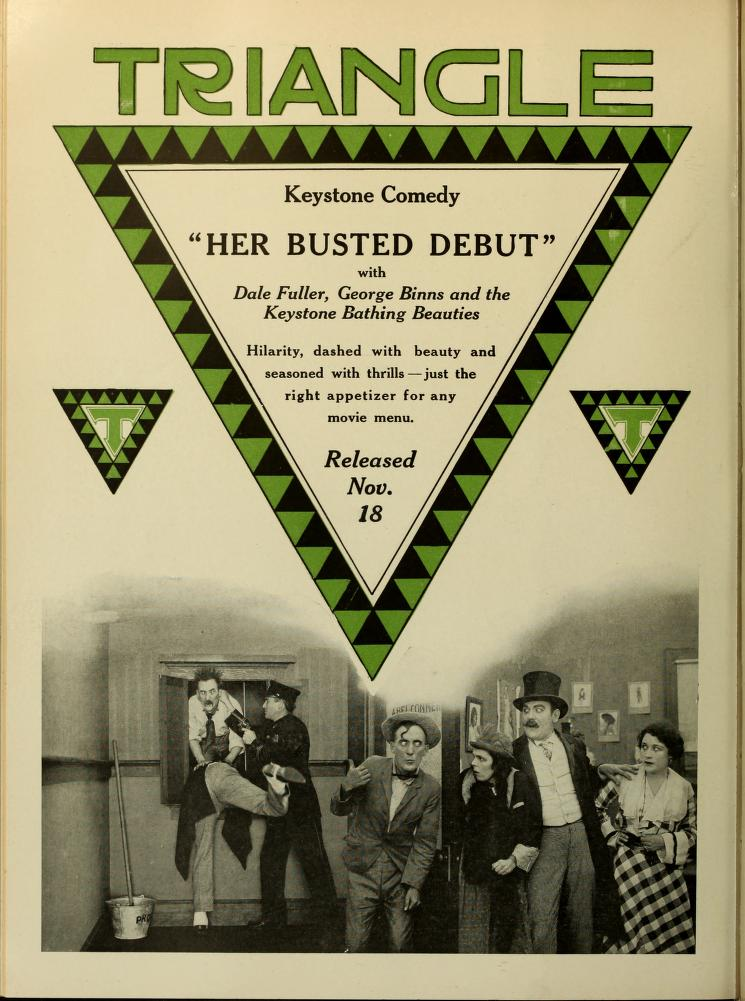
Her Busted Debut (1917)
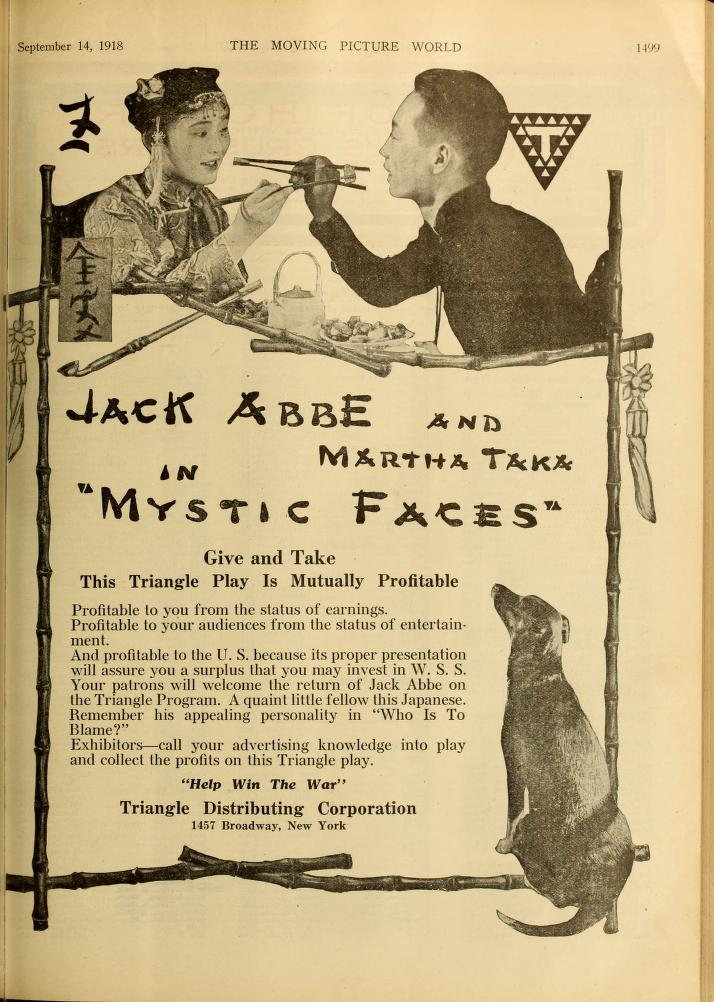
Mystic Faces (1918)
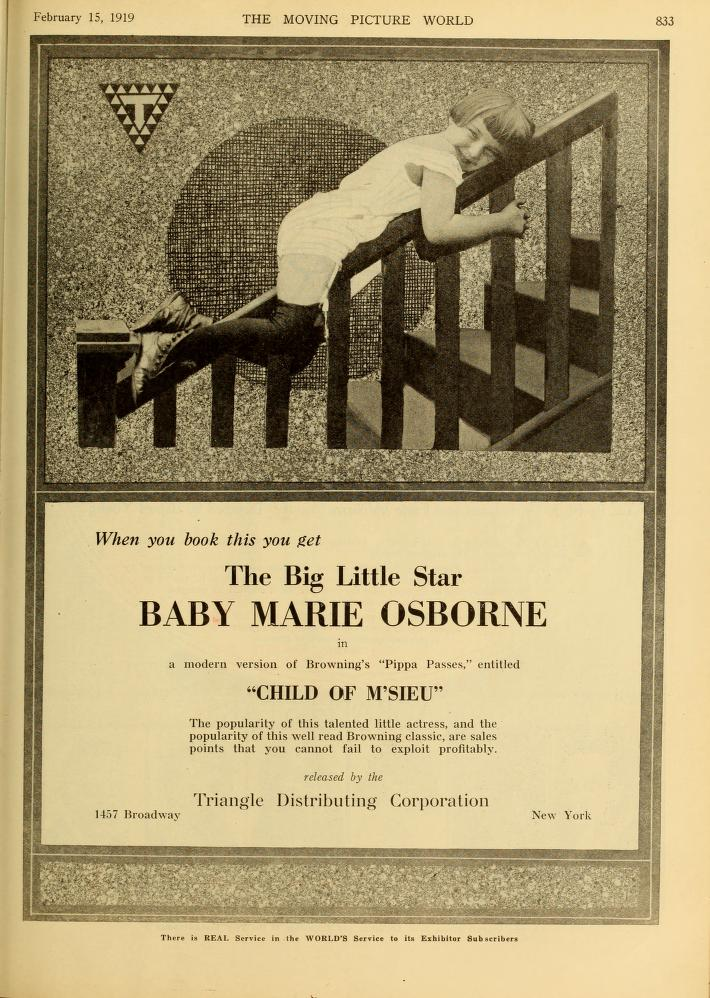
Child of M'sieu (1919)